# K·C·琼斯
K·C·琼斯（英語：K. C. Jones，1932年5月25日—2020年12月25日），美國職業籃球運動員和教練。

## 球員生涯
K·C·瓊斯在舊金山大學打籃球，並隨比爾·羅素，帶領球隊在1955和1956兩年奪得NCAA冠軍，瓊斯還跟羅素參加1956年美國男子奧運籃球隊，進而贏得了在墨爾本夏季奧運會的金牌。在他的球員生涯，他被稱為一個頑強的防守球員。瓊斯生涯的九個球季都在波士頓塞爾提克隊，經歷一次八連霸從1959年至1966年。在NBA歷史上，只有隊友比爾·羅素和山姆·瓊斯的冠軍次數比他多。在1967年的季後賽中波士頓塞爾提克輸給了費城76人隊，瓊斯決定結束他的球員生涯。

## 教練生涯
瓊斯在布蘭代斯大學開始了他的教練生涯，在1967年至1970年，他擔任總教練。1973年，他成為主教練首都子彈隊（後來成為華盛頓子彈一年以後），領導他們的三個賽季，並帶領他們在1975年打進NBA總決賽。
1983年，他代替比爾·費奇成為波士頓塞爾提克的總教練。之後瓊斯帶領著已賴瑞·柏德、罗伯特·派瑞許、凱文·麥克海爾三人為首的塞爾提克在1984和1986年奪得總冠軍。在瓊斯執教的五個球季中，塞爾提克皆贏得了大西洋組的冠軍，並四次進入總冠軍賽。之後他在1990和1991年執教於西雅圖超音速。

## 主教练战绩
| 隊伍 | 年份    | 常規賽 | 常規賽 | 常規賽 | 常規賽 | 常規賽           | 季後賽        |
| 隊伍 | 年份    | 比賽   | 勝     | 負     | 勝率   | 排名             | 季後賽        |
| ---- | ------- | ------ | ------ | ------ | ------ | ---------------- | ------------- |
| CAP  | 1973-74 | 82     | 47     | 35     | .573   | 中部赛区第一名   | 輸掉第二轮    |
| WAS  | 1974-75 | 82     | 54     | 28     | .659   | 中部赛区第一名   | 輸掉總決賽    |
| WAS  | 1975-76 | 82     | 48     | 34     | .585   | 東部赛区第四名   | 輸掉第二轮    |
| BOS  | 1983-84 | 82     | 62     | 20     | .756   | 大西洋賽区第一名 | 贏得NBA總冠軍 |
| BOS  | 1984-85 | 82     | 63     | 19     | .768   | 大西洋赛區第一名 | 輸掉NBA總決賽 |
| BOS  | 1985-86 | 82     | 67     | 15     | .817   | 大西洋赛區第一名 | 贏得NBA總冠軍 |
| BOS  | 1986-87 | 82     | 59     | 23     | .720   | 大西洋赛區第一名 | 輸掉NBA總決賽 |
| BOS  | 1987-88 | 82     | 57     | 25     | .695   | 大西洋賽區第一名 | 輸掉東區決賽  |
| SEA  | 1990-91 | 82     | 41     | 41     | .500   | 太平洋賽區第五名 | 輸掉第一輪    |
| SEA  | 1991-92 | 36     | 18     | 18     | .500   |                  | (開除)        |
| 總計 | 總計    | 774    | 522    | 252    | .674   |                  | 兩次NBA总冠军 |

## 榮譽
他在1989年被選入篮球名人堂